# Sheri Sam
Sheri Lynette Sam (ur. 5 maja 1974 w Lafayette) – amerykańska koszykarka występująca na pozycjach rzucającej lub niskiej skrzydłowej, reprezentantka kraju, po zakończeniu kariery zawodniczej trenerka koszykarska.

## Osiągnięcia
Na podstawie, o ile nie zaznaczono inaczej.
NCAA
- Uczestniczka rozgrywek:
  - NCAA Final Four (1993)
  - Elite 8 turnieju NCAA (1993, 1996)
  - Sweet 16 turnieju NCAA (1993–1996)
- Mistrzyni turnieju konferencji Southern (SEC – 1993, 1995)
- Zaliczona do:
  - I składu:
    - Kodak All-American (1996)
    - SEC (1995, 1996)
    - turnieju NCAA All-Regional (1996)

  - III składu All-American (1996 przez Associated Press)
  - Galerii Sław Sportu uczelni Vanderbilt - Vanderbilt Athletic Hall of Fame (2011)

WNBA
- Mistrzyni WNBA (2004, 2008)
- Uczestniczka meczu gwiazd WNBA (2002)

Inne
- Uczestniczka meczu gwiazd ABL (1997, 1998)

Reprezentacja
- Mistrzyni Pucharu Williama Jonesa (1995, 1996)[3]
- Wicemistrzyni Ameryki (1997)